# Флэмындская операция
Флэмындская операция — неудачная попытка румынских войск установить плацдарм на болгарском берегу Дуная между Русе и Тутраканом, предпринятая в начале октября 1916 года во время Первой мировой войны. Ликвидация десанта прервала русско-румынское контрнаступление в Добрудже и способствовала победе Центральных держав у Кубадина.
В начале сентября 1916 года — через несколько дней после вступления Румынии в войну на стороне Антанты — болгарские войска последовательно захватили Добрич, Тутракан и Силистру, отвоевав территории, захваченные румынами в ходе Второй балканской войны. Болгарское наступление было остановлено 19 сентября во время первого боя у Кубадина.

## План операции

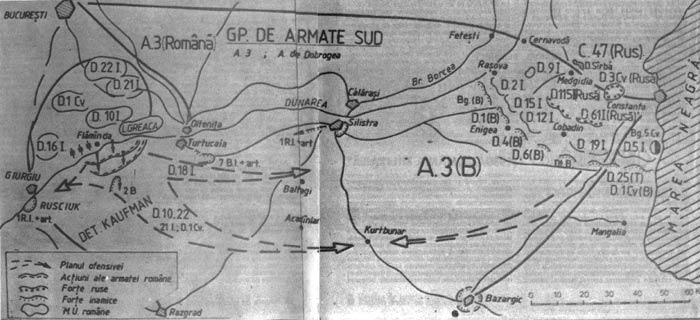
План операции

В этой ситуации вновь назначенный командующий румынской группой армий «Юг» генерал Александру Авереску спланировал широкомасштабное контрнаступление. План предусматривал одновременное наступление на Кубадин Добруджанской армией генерала А. М. Зайончковского, которая должна была вступить в бой с главными силами противника, и форсирование Дуная частями 3-й румынской армии в глубоком тылу группы армий «Макензен». Конечной целью операции, при успешном действии десанта, являлся разгром болгаро-турецко-германских войск и возвращение контроля над Добруджей. В случае частичного успеха цель состояла в том, чтобы создать постоянный плацдарм на правом берегу Дуная, который укрепил бы румынскую оборону у Кубадина и вдоль Дуная.
Для высадки десанта были назначены три пехотные дивизии (10-я, 21-я и 22-я), а местом был выбран район между Флэмындой на румынском и Ряхово на болгарском берегу. Возведение барража против австрийского речного флота, базировавшегося в Белене, строительство дороги и переброска войск и техники через болота у Флэмынды продолжались 12 дней. Пока готовилась операция 26 сентября Центральные державы начали (группой армий Фалькенхайн) наступление на румынские войска в Карпатах.
28 сентября командование группы армий «Макензен» получило от своей воздушной разведки информацию о сосредоточении войск противника в районе Олтеницы, но не выделило значительных сил для обороны угрожаемого района.

## Ход операции

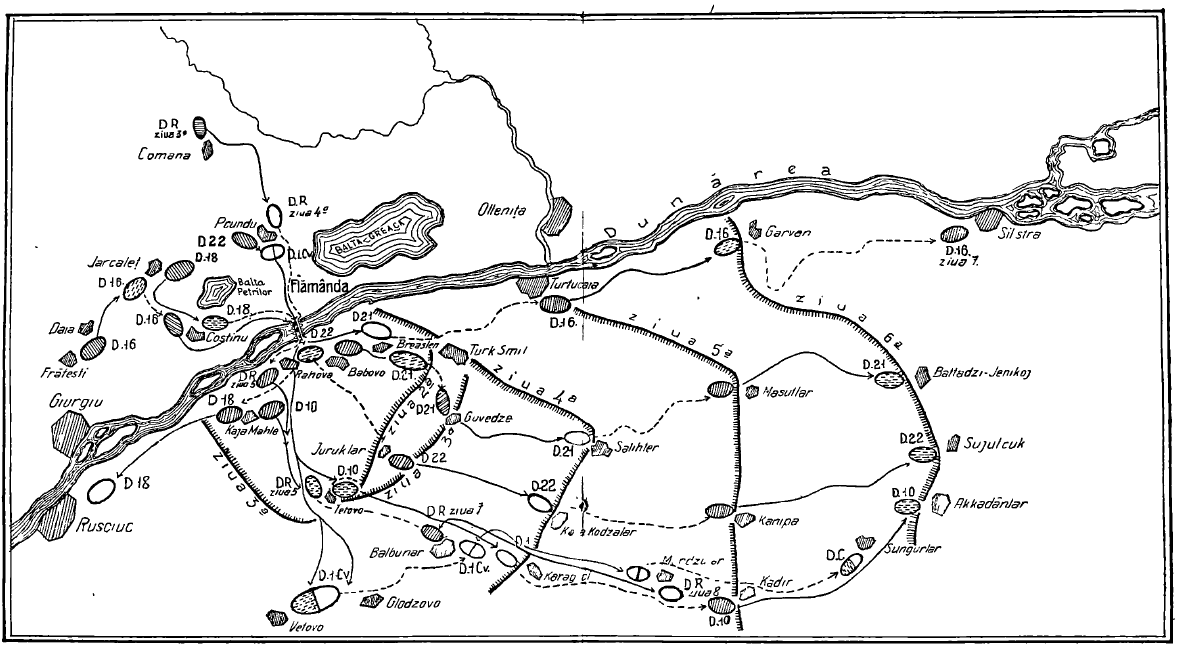
План. Первоначальные рубежи продвижения.

Операция началась 29 сентября в 80 км от Флэмынды, недалеко от Олтеницы, у Зимничи в направлении западного фланга Макензена, при превосходстве румынских сил в пехоте и артиллерии. Однако первая попытка румынской армии высадиться на южном берегу Дуная была отражена Дунайской флотилией австро-венгерского флота.
1 октября частям 10-й румынской дивизии удалось на лодках форсировать Дунай в районе Ряхово, заняв его вместе с близлежащими деревнями Сливо Поле, Кая Мале и Пара Мале, а к вечеру построить понтонный мост через реку. В атаку на румын пошли части 5-го полка ополчения и 17-й пограничной роты. Две роты полка болгарского ополчения бросились в ожесточенный бой и к вечеру восстановили контроль над деревней Кая Мале. Противнику удалось продвинуться всего на 4 км по фронту 14 км. Румынское наступление было остановлено. 
В этот же день на Добруджанском фронте начали наступление 9 русских и румынских дивизий, но сумели продвинуться только на 8 км, понеся большие потери. Дальнейшее продвижение было отбито болгарской армией, и фронт стабилизировался. 
В ночь с 1 на 2 октября, когда сильная буря нанесла повреждения понтонному мосту, болгарские пограничники и ополченцы атаковали плацдарм и вызвали панику среди румынских войск.
На следующее утро семь пехотных полков (пять из 10-й и два из 21-й дивизии) переправились с обозами и артиллерией на правый берег у Ряхово. Во время форсирования немецкие самолеты бомбили десант и нанесли ему значительные потери. Перед лицом превосходящих сил противника болгары были вынуждены отойти на более выгодные позиции. 
В то же время 2 октября австро-венгерская речная флотилия атаковала и, несмотря на обстрел румынской тяжелой артиллерии с левого берега, также нанесла тяжелые повреждения мосту. Дальнейшие трудности с переброской к Ряхово войск возникли также из-за сильной бури, затопивший район сосредоточения. 

## Результаты
Провал запланированного прорыва на Добруджинском фронте, ожесточенное сопротивление болгар, действия флота и тяжелые пехотные бои в районе Флэмынды, начавшиеся 3 октября, вынудили румынского командующего генерала Александру Авереску признать полный провал всей операции и вечером 2 октября приказать отвести большую часть своих войск для переброски против наступления Центральных держав в Трансильвании. 
К утру 3 октября на болгарском берегу оставались лишь два румынских пехотных полка и батареи малокалиберных орудий. 3 октября, когда большая часть десанта уже отступила обратно за Дунай, командование группы армий Макензен направило в район высадки дополнительные подкрепления — четыре роты. Болгары и немцы подвергли обстрелу арьергард отступающих румын. 4 октября контроль над всем болгарским берегом река был полностью восстановлен.